# Bulbophyllum falculicorne
Bulbophyllum falculicorne là một loài phong lan thuộc chi Bulbophyllum.